# Daphne Seeney
Daphne Seeney (née le 2 février 1933 à Monto et morte le 18 septembre 2020) est une joueuse de tennis australienne des années 1950.
Elle est aussi connue sous son nom de Daphne Fancutt après son mariage en 1957 avec le joueur de tennis Sud-Africain Trevor Fancutt. Elle est la mère des joueurs Charlie, Michael et Chris Fancutt, ainsi que la grand-mère de Thomas Fancutt (en).
Elle a notamment atteint la finale du double dames à Wimbledon, en 1956 aux côtés de Fay Muller et les demi-finales à Roland-Garros en double mixte avec son mari.
Après sa carrière, elle a enseigné au Fancutt Tennis Centre à Lutwyche dans la banlieue de Brisbane pendant une cinquantaine d'années. Elle a notamment entraîné la future n°3 mondiale Wendy Turnbull.

## Palmarès (partiel)

### Titres en double dames
| No | Date       | Nom et lieu du tournoi                  | Catégorie | Surface      | Partenaire      | Finalistes                 | Score         |          |
| -- | ---------- | --------------------------------------- | --------- | ------------ | --------------- | -------------------------- | ------------- | -------- |
| 1  | 02-01-1956 | South Australian Championships Adélaïde |           | Gazon (ext.) | Fay Muller      | Marie Martin Loris Nichols | 4-6, 6-2, 6-2 | Parcours |
| 2  | 21-11-1957 | South Australian Championships Adélaïde |           | Gazon (ext.) | Angela Mortimer | Marie Martin Dulcie Young  | 6-3, 6-2      | Parcours |

### Finale en double dames
| No | Date       | Nom et lieu du tournoi      | Catégorie | Surface      | Vainqueures                 | Partenaire | Score    |          |
| -- | ---------- | --------------------------- | --------- | ------------ | --------------------------- | ---------- | -------- | -------- |
| 1  | 25-06-1956 | The Championships Wimbledon | G. Chelem | Gazon (ext.) | Angela Buxton Althea Gibson | Fay Muller | 6-1, 8-6 | Parcours |

### Finale en double mixte
| No | Date       | Nom et lieu du tournoi                  | Catégorie | Surface      | Vainqueures                 | Partenaire      | Score    |          |
| -- | ---------- | --------------------------------------- | --------- | ------------ | --------------------------- | --------------- | -------- | -------- |
| 1  | 21-11-1957 | South Australian Championships Adélaïde |           | Gazon (ext.) | Angela Mortimer Robert Howe | Warren Woodcock | 6-1, 7-5 | Parcours |

## Parcours en Grand Chelem (partiel)

### En simple dames
| Année | Championnat d'Australie | Championnat d'Australie | Internationaux de France | Internationaux de France | Wimbledon       | Wimbledon        | US National | US National |
| ----- | ----------------------- | ----------------------- | ------------------------ | ------------------------ | --------------- | ---------------- | ----------- | ----------- |
| 1954  | 2e tour (1/8)           | Mary Bevis              | -                        | -                        | -               | -                | -           | -           |
| 1955  | 2e tour (1/8)           | Nell Hall Hopman        | -                        | -                        | 1er tour (1/64) | Darlene Hard     | -           | -           |
| 1956  | 1/2 finale              | Mary Carter             | 3e tour (1/8)            | Edda Buding              | 3e tour (1/16)  | Zsuzsa Körmöczy  | -           | -           |
| 1957  | -                       | -                       | 3e tour (1/8)            | Heather Segal            | 3e tour (1/16)  | Betty Rosenquest | -           | -           |
| 1958  | 1er tour (1/16)         | Marjorie Gibson         | -                        | -                        | -               | -                | -           | -           |

À droite du résultat, l’ultime adversaire.

### En double dames
| Année | Championnat d'Australie  | Championnat d'Australie    | Internationaux de France  | Internationaux de France | Wimbledon                    | Wimbledon                   | US National | US National |
| ----- | ------------------------ | -------------------------- | ------------------------- | ------------------------ | ---------------------------- | --------------------------- | ----------- | ----------- |
| 1954  | 1/4 de finale Fay Muller | Hazel Redick J. Wipplinger | -                         | -                        | -                            | -                           | -           | -           |
| 1955  | 1/4 de finale Fay Muller | Nell Hall Gwen Thiele      | -                         | -                        | 2e tour (1/16) Loris Nichols | Angela Buxton Pat Hird      | -           | -           |
| 1956  | 1/2 finale Fay Muller    | Mary Bevis Thelma Coyne    | 2e tour (1/8) Jean Forbes | G. Bucaille S. Schmitt   | Finale Fay Muller            | Angela Buxton Althea Gibson | -           | -           |
| 1957  | -                        | -                          | -                         | -                        | 3e tour (1/8) Dorothy Knode  | Jenny Staley Milly Vagn     | -           | -           |

Sous le résultat, la partenaire ; à droite, l’ultime équipe adverse.

### En double mixte
| Année | Championnat d'Australie      | Championnat d'Australie   | Internationaux de France  | Internationaux de France | Wimbledon | Wimbledon | US National | US National |
| ----- | ---------------------------- | ------------------------- | ------------------------- | ------------------------ | --------- | --------- | ----------- | ----------- |
| 1954  | 1er tour (1/16) Tony Pickard | Mary Carter Kevin Meyer   | -                         | -                        | -         | -         | -           | -           |
| 1955  | 1er tour (1/8) Roger Becker  | Gwen Thiele Brian Bowman  | -                         | -                        | -         | -         | -           | -           |
| 1956  | 2e tour (1/8) Les Flanders   | Thelma Coyne Herbert Flam | 1/2 finale T. Fancutt     | Thelma Coyne Luis Ayala  | -         | -         | -           | -           |
| 1957  | -                            | -                         | 2e tour (1/16) T. Fancutt | Arlette Halff J. Brugnon | -         | -         | -           | -           |
| 1958  | 1er tour (1/16) Barry MacKay | Norma Marsh W. Jacques    | -                         | -                        | -         | -         | -           | -           |

Sous le résultat, le partenaire ; à droite, l’ultime équipe adverse.